# Jo Jansse
Johannes Christianus Antonius (Jo) Jansse (Leiden, 26 augustus 1885 – Amsterdam, 20 april 1942) was een Nederlandse biljarter. Hij nam in seizoen 1926–1927 deel aan het nationale kampioenschap driebanden in de ereklasse.

## Deelname aan Nederlandse kampioenschappen in de Ereklasse
| Nr. | Kampioenschap        | Plaats   | Klassering | Alg. gemiddelde |
| --- | -------------------- | -------- | ---------- | --------------- |
| 1.  | Driebanden 1926–1927 | Den Haag | 8e         | 0,364           |